# سینا عشوری
سینا عشوری مهرنجانی (زادهٔ ۲۵ شهریور ۱۳۶۷) بازیکن سابق فوتبال اهل ایران است.
وی به دلیل باطل شدن کارت معافیت سربازی خود در جریان جنجال کارت معافیت بازیکنان فوتبال با قراردادی ۲ ساله به تیم آن‌زمان نظامی تراکتور تبریز پیوست.
سر انجام وی به دلیل مصدومیت‌های پیاپی، در سن ۳۱ سالگی از فوتبال خداحافظی کرد

## افتخارات
- لیگ برتر
- نایب قهرمانی در لیگ برتر فوتبال ایران ۸۸-۱۳۸۷ به همراه تیم ذوب‌آهن اصفهان
- نایب قهرمانی در لیگ برتر فوتبال ایران ۸۹-۱۳۸۸ به همراه تیم ذوب‌آهن اصفهان
- جام حذفی
- قهرمانی در جام حذفی ۸۸-۱۳۸۷ به همراه تیم ذوب‌آهن اصفهان
- لیگ قهرمانان آسیا
- نایب قهرمانی در لیگ قهرمانان آسیا ۲۰۱۰ به همراه تیم ذوب‌آهن اصفهان